# Epifanio Li Puma
Epifanio Leonardo Li Puma (Petralia Soprana, 6 gennaio 1893 – Petralia Soprana, 2 marzo 1948) è stato un politico e sindacalista italiano, ucciso dalla mafia.

## Biografia
La sua vita s'è svolta essenzialmente nella sua Raffo, anche se la sua azione toccò l'intero comprensorio delle Madonie. Mezzadro di idee antifasciste alla fine della seconda guerra mondiale è stato promotore del movimento dei contadini per la riforma agraria come organizzatore sindacale (della Cgil), politico (era un esponente del Partito Socialista Italiano) e di cooperative. Di orientamento nettamente riformista era contrario ad ogni estremismo ed alle teorie rivoluzionarie.
Nel secondo dopoguerra, sindacalista e capolega dei mezzadri e braccianti senza terra, fu determinato e irriducibile nella promozione dei diritti dei lavoratori contro gli agrari eversori della legalità.
Uomo simbolo della giustizia sociale, eroe delle Alte Madonie, in Sicilia, non volle piegarsi alla prepotenza e alle minacce di un potere e di un sistema malsano.

## Assassinio
È stato barbaramente assassinato dalla mafia agraria, al soldo dei baroni, nei terreni di Alburchìa tra Petralia Soprana e Gangi. Nonostante ai suoi funerali, a Petralia Soprana, fossero stati apertamente denunciati i mandanti del suo omicidio, nessuno pagò per la sua morte.